# Coppa dell'Imperatore 1937
La Coppa dell'Imperatore 1937 (第17回天皇杯全日本サッカー選手権大会?, Dai 17-kai Tennōhai Zen Nippon Sakkaa Senshuken Taika) è stata la diciassettesima edizione della coppa nazionale giapponese di calcio.

## Formato
La competizione, organizzata con la formula degli incontri ad eliminazione diretta, fu tenuta allo stadio dell'università Meiji con il lotto delle partecipanti ridotto a quattro dopo l'anticipato ritiro dalla competizione del Kumamoto Club.

## Squadre partecipanti
- Bosung Colleges
- Keiō Gijuku Daigaku
- Kobe Shodai
- Osaka Club

## Risultati

### Semifinali
| Tokyo 12 giugno 1937, ore 14:00 | Bosung Colleges | 1 – 2 | Kobe Shodai | Meiji Shrine Ground\| Arbitro: \| Takeuchi \| |
| Arbitro:                        | Takeuchi        |       |             |                                               |

| Tokyo 12 giugno 1937 | Osaka Club | 0 – 6 | Keio Gijuku Dai. | Meiji Shrine Ground\| Arbitro: \| Takayama \| |
| Arbitro:             | Takayama   |       |                  |                                               |

### Finale
| Tokyo 13 giugno 1937, ore 14:30 | Keio Gijuku Dai. | 3 – 0 | Kobe Shodai | Meiji Shrine Ground\| Arbitro: \| Nomura \| |
| Arbitro:                        | Nomura           |       |             |                                             |

#### Formazioni
| Keiō Gijuku Daigaku |  |                    |
|                     |  |                    |
| P                   |  | Yukio Tsuda        |
| D                   |  | Tsuguo Kato        |
| D                   |  | Mitsuyuki Miyagawa |
| D                   |  | Takashi Kasahara   |
| D                   |  | Yohei Ishikawa     |
| C                   |  | Ichiro Matsumoto   |
| C                   |  | Saburo Shinozaki   |
| C                   |  | Masazumi Masuda    |
| A                   |  | Hirokazu Ninomiya  |
| A                   |  | Kotaro Harima      |
| A                   |  | Kazuo Inomata      |

| Kobe Shodai |  |           |
|             |  |           |
| P           |  | Aoyagi    |
| D           |  | Yoshie    |
| D           |  | Ozaki     |
| D           |  | Imamura   |
| D           |  | Kinoshita |
| C           |  | Takahashi |
| C           |  | Kanda     |
| C           |  | Isono     |
| A           |  | Maruya    |
| A           |  | Maekawa   |
| A           |  | Matsumoto |